# Cantonul Volonne
Cantonul Volonne este un canton din arondismentul Forcalquier, departamentul Alpes-de-Haute-Provence, regiunea Provence-Alpes-Côte d'Azur, Franța.

## Comune
- Aubignosc
- Château-Arnoux-Saint-Auban
- Châteauneuf-Val-Saint-Donat
- L'Escale
- Montfort
- Peipin
- Salignac
- Sourribes
- Volonne (reședință)